# Kraven the Hunter
 Kraven the Hunter  är en fiktiv karaktär i serien om Spindelmannen.
Sergei Kravinoff är en galen storviltsjägare som vill besegra Spindelmannen för att bevisa att han är den största jägaren i världen. Till skillnad mot de flesta andra jägare föraktar han vapen och vill helst lägga ner sina byten med bara händerna. 
Kraven är gift med häxmästarinnan Calypso.
Kraven har två söner som efter hans död tar tagit upp kampen mot Spindelmannen - Vladimir Kravinoff som kallar sig Grim Hunter och Alyosha Kravinoff, som blir den nya Kraven the Hunter. Kraven har även vissa krafter: Han är övermänskligt stark och snabb. När han fått i sig en speciell dryck/gift, blir han så stark att han kan lyfta ca 800 kg och blir även lite snabbare och får överlägsna sinnen (syn, lukt, smak, känsel och hörsel).  